# Municipio de Fairbanks (Dakota del Norte)
El municipio de Fairbanks (en inglés: Fairbanks Township) es un municipio ubicado en el condado de Renville en el estado estadounidense de Dakota del Norte. En el año 2010 tenía una población de 37 habitantes y una densidad poblacional de 0,4 personas por km².

## Geografía
El municipio de Fairbanks se encuentra ubicado en las coordenadas 48°46′15″N 101°56′42″O / 48.77083, -101.94500. Según la Oficina del Censo de los Estados Unidos, el municipio tiene una superficie total de 93.21 km², de la cual 92,51 km² corresponden a tierra firme y (0,74 %) 0,69 km² es agua.

## Demografía
Según el censo de 2010, había 37 personas residiendo en el municipio de Fairbanks. La densidad de población era de 0,4 hab./km². De los 37 habitantes, el municipio de Fairbanks estaba compuesto por el 100 % blancos. Del total de la población el 0 % eran hispanos o latinos de cualquier raza.